# Jago Geerts
Jago Geerts (Geel, 21 aprile 2000) è un pilota motociclistico belga, vicecampione del mondo MX2 nelle stagioni 2020, 2021, 2022 e 2023.

## Carriera
Nel 2014 è stato campione olandese ed europeo nella EMX85.
Dal 2015 Geerts ha gareggiato nel campionato europeo 125cc con una KTM. Dopo aver saltato l'inizio del campionato a causa di infortuni, ha dato il meglio di sé alla fine della stagione, conquistando il secondo posto in Belgio e la vittoria nei Paesi Bassi. Grazie a questi risultati ha chiuso il campionato in undicesima posizione. Nel 2016, Geerts è riuscito a diventare campione europeo nella  categoria EMX125 con un vantaggio di oltre cento punti. Delle sette gare ne vinse tre, arrivò secondo tre volte e terzo due volte. Divenne anche campione del mondo juniores in questa classe. Ciò gli è valso il titolo di "Promessa sportiva dell'anno".
Nel 2017 Geerts ha gareggiato nel campionato europeo MX2. Riuscì a salire sul podio due volte e alla fine si classificò settimo. Nello stesso anno Geerts fece anche diverse apparizioni come ospite nel campionato mondiale MX2, dove attirò l'attenzione grazie alle sue buone partenze. Riuscì a conquistare qualche punto e chiuse quarantanovesimo nella classifica finale. Nel  2018 e nel 2019, Geerts ha gareggiato a tempo pieno nel campionato mondiale MX2 con Yamaha, sotto la guida di Marnicq Bervoets. Nel 2018 si è classificato ottavo e nel 2019 terzo nella classifica finale della Coppa del Mondo. Per questo risultato ricevette il Volante d'Oro.
Nel 2020 ha vinto sei Gran Premi. Il primo in Gran Bretagna, vicino a Winchester. Ha poi vinto a Riga, in Lettonia e a Ķegums. Seguirono le vittorie a Mantova, in Italia e in Trentino. Nella Coppa del Mondo si classificò secondo. Piazza d'onore replicata anche nelle tre stagioni successive: 2021, 2022 e 2023.